# Австрийско консулство в Пловдив
Австрийското консулство в Пловдив е открито през 1856 г. като консулско агентство (вицеконсулство).
От откриването му до 1865 г. вицеконсул е Антонио Берти. През 1870 г. е открито Австро-Унгарското вицеконсулство. Управлява се от барон Хайнрих Каличе. Продължава дейността си до 1918 г. В 1924 г. е открито Австрийско почетно консулство. Почетен консул е Иван Балабанов. Закрито е през 1938 г., след присъединяването на Австрия към Германия.